# Christoph Berger
Christoph Berger (* 21. April 1962) ist ein Schweizer Kinderarzt. Er ist Chefarzt der Abteilung Infektiologie und Spitalhygiene am Kinderspital Zürich. Schweizweit bekannt wurde er während der COVID-19-Pandemie als er die Eidgenössische Kommission für Impffragen (EKIF) präsidierte. Er war von 2015 bis 2023 deren Präsident.

## Medizinische Tätigkeit
Berger studierte von 1982 bis 1989 Medizin an der Universität Zürich, wo er 1992 promoviert wurde. 2002 habilitierte er sich. 2009 wurde er zum Professor für Pädiatrie und pädiatrische Infektionskrankheiten an der Universität Zürich berufen.
Berger ist Facharzt FMH für Pädiatrie und Infektiologie. Er ist Leiter der Abteilung Infektiologie und Spitalhygiene am Kinderspital Zürich.

## Präsident der EKIF
Berger gehört seit 2012 der EKIF an, deren Präsident er von April 2015 bis Ende 2023 war. Die EKIF ist normalerweise ein Milizgremium, das aus medizinischen Fachpersonen besteht und die Schweizer Behörden in Impffragen berät. Während der COVID-19-Pandemie in der Schweiz von 2020 bis 2022 war Berger als Präsident der EKIF indes vollamtlich mit der Pandemiebekämpfung und der Öffentlichkeitsarbeit dazu beschäftigt; der Bund bezahlte eine Stellvertretung am Kinderspital.
Als öffentliches Gesicht der medizinischen Fachwelt wurde Berger während der Pandemie oft als «Impf-Papst» bezeichnet. In dieser Rolle war er heftiger Kritik und vielen persönlichen Angriffen ausgesetzt, so etwa auch auf Twitter unter dem Hashtag #BergerMussWeg. Die Kritik stammte sowohl von Personen, die Berger und der EKIF eine zu grosse Zurückhaltung bei der Abgabe von Impfempfehlungen und damit die vorsätzliche Durchseuchung der Gesellschaft vorwarfen, wie auch von den Impfskeptikern und -gegnern, die in Berger den Vertreter eines staatlichen Impfdiktats erblickten. Er gab sein Amt als Präsident der EKIF Ende 2023 ab und wird bis Ende 2024 das Gremium ganz verlassen.

## Entführung
Ende März 2022 wurde Berger während der Pandemie von einem bewaffneten, in der Schweiz lebenden Deutschen, der ihn um Geld erpresste, für eine Stunde entführt. Als Berger dem Entführer zugesichert hatte, die Forderungen zu erfüllen, hat ihn der Täter laufen lassen. Nachdem der Täter eine Woche später während eines Festnahmeversuchs seine Freundin erschossen hatte, starb in dem darauf folgenden Schusswechsel mit der Polizei. Er hatte finanzielle Probleme, was sein Hauptmotiv war. Auch war er Kritiker der Corona-Massnahmen, der COVID-19-Impfung und hatte einen Hang zu Verschwörungstheorien.